# التعرف على المغرب 1883- 1884 (كتاب)
التعرف على المغرب 1883- 1884 (بالفرنسية:Reconnaissance au Maroc)، هو كتاب باللغة الفرنسية من تأليف المستكشف الفرنسي شارل دو فوكو، نُشر في باريس عام 1888، ونقله إلى العربية الكاتب المترجم المختار بلعربي.

## عن الكتاب
لمدة اثني عشر شهرا، يُسافر الجندي الفرنسي عبر المغرب، وهو مزود بـ «دفتر ملاحظات مساحته خمسة سنتيمترات مربعة» و «قلم رصاص طوله سنتان». من أجل جمع المعلومات التي تهمه، دون إثارة الشبهات، تنكر المستكشف الشاب في هيئة حاخام. تمت كتابة العمل بعد ذلك خلال عام 1885، نُشر في باريس عام 1888.
يعود نجاح هذه الرحلة جزئيًا إلى مساعدة مردوخ أبو سرور الحاخام المتنقل. (أوصى أوسكار ماكارتي، محافظ مكتبة الجزائر، شارل دوفوكو باللجوء إلى اليهودي مردوخ أبو سرور ليرافقه في رحلته بالمغرب. فساهم مردوخ بشكل كبير في نجاح رحلة دوفوكو في المغرب بين سنتي 1883 و1884، ولم يلق أبو سرور حقه من التقدير، فبالكاد ذكره دوفوكو في كتابه «التعرف على المغرب» ودون أن يقدم إليه كلمة شكر واحدة في مقدمة الكتاب، كما فعل مع آخرين، بل تحدث عنه بأوصاف قدحية في مراسلاته الخاصة.)
تمت كتابة هذه المجلة بأسلوب رصين للغاية، وهي منجم للمعلومات الإثنولوجية والجغرافية واللغوية والتاريخية. يستحق هذا العمل لشارل دي فوكو الميدالية الذهبية للجمعية الجغرافية في باريس. تُشتهر هذه الصحيفة بأنها ذات فائدة كبيرة في غزو المغرب وإقامة الحماية الفرنسية.
انطلق دي فوكو من طنجة قادما من الجزائر يوم 20 يونيو 1883 متنكرا في زي يهودي، فزار المناطق الشمالية جبالا وأودية وشعابا ومدنا، ووصف السكان وعاداتهم في اللباس والطعام والعمل وتقاليديهم ولهجاتهم، لم يكن دو فوكو يهتم بالمقام في المدن المعروفة كفاس وتطوان. وإنما كان يهمه بالدرجة الأولى زيارة المناطق المجهولة التي لم تُسلك بعد من قبل الاوروبيين مهما بلغت وعورتها وخطورتها، والتعرف على سكان البادية وفي السهول والجبال ومدى نشاطهم وإنتاجهم وعلاقتهم بالمخزن.